# World Port Tournament 2011
Het World Port Tournament 2011 was de 13e editie van dit tweejaarlijkse honkbaltoernooi dat door de Stichting Rotterdam Baseball wordt georganiseerd in het Neptunus Familiestadion in Rotterdam.
De editie van 2013 werd gehouden van 23 juni tot en met 3 juli. De deelnemers, alle vijf nationale selecties, kwamen tweemaal tegen elkaar uit waarna de beste twee teams in de finale om de zege streden. Het Taiwanees honkbalteam won het toernooi voor de eerste keer bij hun negende deelname aan het toernooi. Vijfvoudig winnaar Cuba werd in de finale met 5-4 verslagen.

## Deelnemende teams
| Cuba      |
| Curaçao   |
| Duitsland |
| Nederland |
| Taiwan    |

## Groepsfase
| Datum       | Team 1    | Uitslag  | Team 2    |
| ----------- | --------- | -------- | --------- |
| 23-06       | Duitsland | 3-5      | Taiwan    |
| 23-06       | Nederland | 6-0 (8)  | Curaçao   |
| 24-06       | Curaçao   | 6-4      | Cuba      |
| 24-06       | Taiwan    | 8-4      | Nederland |
| 25-06 27-06 | Cuba      | 1-3      | Taiwan    |
| 25-06       | Nederland | 2-1      | Duitsland |
| 26-06       | Nederland | 1-4      | Cuba      |
| 26-06       | Duitsland | 1-5      | Curaçao   |
| 27-06       | Cuba      | 4-3 (10) | Duitsland |
| 27-06       | Curaçao   | 1-7      | Taiwan    |

| Datum | Team 1    | Uitslag  | Team 2    |
| ----- | --------- | -------- | --------- |
| 28-06 | Taiwan    | 19-1 (7) | Curaçao   |
| 28-06 | Duitsland | 1-6 (5)  | Nederland |
| 29-06 | Cuba      | 1-0      | Curaçao   |
| 29-06 | Nederland | 4-2      | Taiwan    |
| 30-06 | Curaçao   | 2-12 (8) | Duitsland |
| 30-06 | Taiwan    | 4-1      | Cuba      |
| 01-07 | Taiwan    | 3-2      | Duitsland |
| 01-07 | Cuba      | 2-0      | Nederland |
| 02-07 | Curaçao   | 0-9      | Nederland |
| 02-07 | Duitsland | 0-1      | Cuba      |

Eindstand
| # | Team      | W | V | Beslissing *   |
| - | --------- | - | - | -------------- |
| 1 | Taiwan    | 7 | 1 |                |
| 2 | Cuba      | 5 | 3 | 2-0 (4-1, 2-0) |
| 3 | Nederland | 5 | 3 | 0-2 (1-4, 0-2) |
| 4 | Curaçao   | 2 | 6 |                |
| 5 | Duitsland | 1 | 7 |                |

* Beslissing op basis onderlinge resultaten

## Finale
| Datum | Winnaar | Uitslag  | Finalist |
| ----- | ------- | -------- | -------- |
| 03-07 | Taiwan  | 5-4 (11) | Cuba     |

1985 · 1987 · 1989 · 1991 · 1993 · 1995 · 1997 · 1999 · 2001 · 2003 · 2007 · 2009 · 2011 · 2013 · 2015 · 2017 · 2019